# Bridget Powers
Cheryl Marie Murphy (Boise, 11 de outubro de 1980), mais conhecida como Bridget Powers, é uma atriz pornográfica norte-americana e vocalista da banda de rock Blakkout. Sendo portadora de nanismo, Bridget Powers mede 1,14 m (3’9”).

## Biografia
É a mais famosa atriz pornô anã de todos os tempos, inclusive virando cult entre os anões por todo o mundo.
Começou a fazer filmes pornográficos em 1998 tendo feito por volta de 40 filmes. Um dos filmes mais polêmicos de Bridget é com certeza um em que ela transa com o superdotado Tony Duncan, o título do filme é bastante sugestivo, 18' Versus 18", pois é, um pênis descomunal[parcial?][carece de fontes?] em uma vagina bem pequena de uma anã. Participou do programa de rádio do ator e diretor pornô Ed Powers chamado Bedtime Stories.
É a líder e vocalista da banda de rock alternativa Blakkout.
Também já participou de alguns filmes comerciais, entre eles, S.W.A.T.. Também já participou da série de televisão americana The Roseanne Show.
Já usou os seguintes nomes: Bridgette, Bridget, Bridget The Midget, Bridget the Midget, Brideget Powerz, Bridgett Powerz e Bridget Powerz.
Em setembro de 2019, Bridhet the Midget foi presa por esfaquear seu namorado na perna.

## Filmografia parcial
- 18' Versus 18"
- Bridget The Midget Gang Bang
- Captain Mongo's Porno Playhouse
- Cock Smokers # 15
- Double Midgetation
- Filthy Talkin' Cocksuckers # 6
- Freaks And Geeks
- I Swallow # 6
- Littlest Squirt
- Midget Madness # 2
- Midget Mania # 2
- Mighty Midget
- Mondo Extreme # 16: Getting A Little
- Pee Midget Pee
- Whack Attack # 8